# Лиса Патрикеевна
Лиса Патрикеевна (Лисичка-сестричка, кума-лиса, Лизавета Ивановна, Лисавета Ивановна, Лисафья) — один из главных персонажей русских народных сказок о животных («Колобок», «Лиса и кума», «Как лиса перехитрила льва», «Лисичка-сестричка и волк-дружище», «Лиса-повитуха», «Лиса и тетерев», «Лиса и дятел», «Лиса и журавль», «Лисица-девица и Котофей Иванович» и многие другие).

## Этимология
В качестве личного имени лисы выступает патроним Патрикеевна. Предполагается, что отчество иносказательно связывает её с литовским князем Патрикеем (Патрикасом) Наримунтовичем, известным своей хитростью и пронырливостью. Возможна также и отсылка на ирландское имя Патрик, где существенное количество жителей обладают рыжими волосами.
Наделение сказочной лисы именем в русском фольклоре — достаточно позднее явление, равно как и индивидуализация и персонификация её образа.
Устоявшегося мужского варианта имени персонажа в русском языке нет. Среди них — Лис Патрикеевич, в частности, использовавшийся в XIX-начале XX вв. при переводах средневекового «Романа о лисе» и его гётевской обработки — поэмы «Рейнеке-лис».

## Характеристика

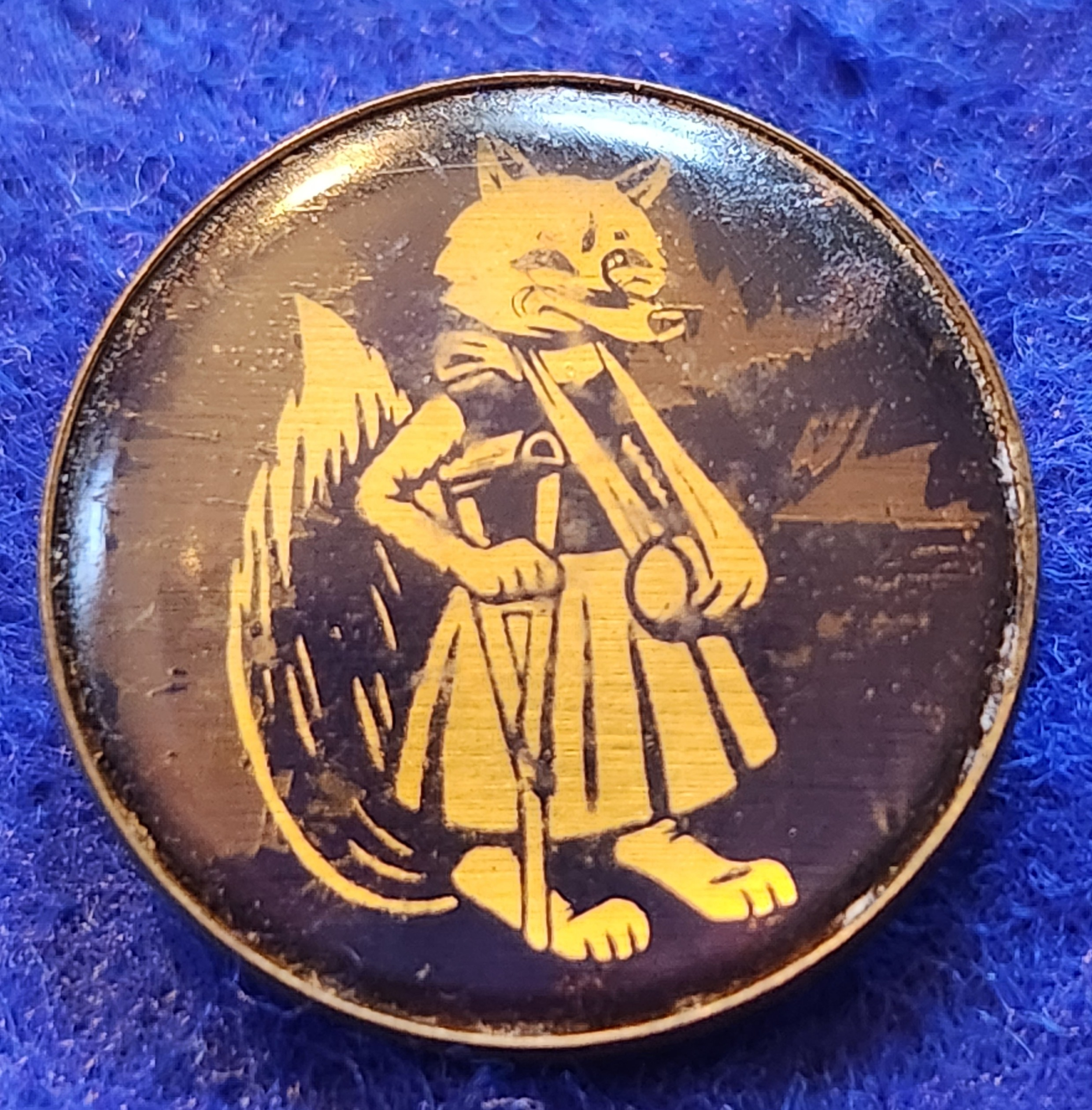
«Лиса Патрикеевна», советский значок

Лиса Патрикеевна является одним из самых важных персонажей русского животного эпоса не в последнюю очередь благодаря тому, что она является наиболее антропоморфным, и наиболее тесно связана с людьми.
Повсеместно (включая и русский фольклор) распространены сказки о хитрой лисе и глупом волке, в которых лисица обманывает волка для собственной выгоды. Встречаются также сказки, где лиса обманывает и других животных (например, зайца), или людей. В большинстве случаев Лиса (или Лис) является отрицательным героем, олицетворяющим собой хитрость, коварство, лживость, лукавство, эгоизм. В литературной сказке образ лисы стал более мягким, по сравнению с фольклорным прототипом. К примеру, в фольклорных сказках лиса может наняться обряжать тело покойного человека, а потом съесть его.
Сказки на тему борьбы хитрой лисы со злым и глупым волком встречаются с древних времен в фольклоре большинства европейских народов (хотя ряд сюжетов русских народных сказок на эту тему не известен в западноевропейских народных сказках; и наоборот). Что характерно, у европейских народов лис чаще всего выступает как мужской персонаж, в то время как в славянской культуре образ лисы исключительно женский. Тем не менее, в сказке «Овца, лиса и волк», записанной в Черноярском уезде Астраханской губернии писарем О. Л. Волконидиным, лиса в своём разговоре со сбежавшей из кошары овцой упоминает о своём муже-лисе, утаскивающем кур, в чём обвиняют именно её. Во многих русских народных сказках у Лисы Патрикеевны присутствуют детёныши-лисята. Так, в сказке «Кот, петух и лиса» в сцене, где кот, добравшись до лисиной избушки, начинает петь под аккомпанемент своих гуслей, он в своей песне упоминает имена детёнышей лисы: Чучелка, Подчучелка, Подай-челнок, Подмети/Мети-Шесток, и, в зависимости от вариантов, также Ремеша, Димеша, Трубу-закрывай, Огня-вздувай и Пеки-пироги.
Помимо хитрости, в образе Лисы Патрикеевны обычно связывается представление о чём-то мелочном и незначительном (и из-за этого образ лисы представлен прежде всего в «низких» фолкьлорных жанрах вроде сказок и быличек, а не в «высоких» мифологических). Несмотря на свою хитрость, нередко Патрикеевна также сама может оказаться в положении жертвы: так, в сказке «Лиса и кувшин», она, по глупости засунув свою узкую пасть в кувшин, пытаясь его вытащить, падает в реку и тонет; а в «Коте, петухе и лисе» Лису Патрикеевну, похитившую Петушка (в одном из вариантов — мальчика Жихарку), своими песнями под гусли очаровывает пришедший на помощь Кот, и та с лисятами выходит наружу, а Кот вызволяет Петуха.
Образ трикстера-Патрикеевны в России достаточно рано проник из фольклорной среды в литературную. Примером может послужить анонимное «Сказание о Куре и Лисице» примерно 1630-х гг., созданное, помимо влияния русских народных сказок (в частности, Афанасьевым была записана сказка «Лиса-исповедница» со схожим сюжетом), также и под влиянием «Романа о Лисе». В данном литературном произведении, где по сюжету лиса предлагает сидящему на дереве петуху Куру спуститься и исповедоваться (при этом в православии исповедниками могут являться лишь мужчины), а затем съедает, высмеивается как и лицемерие духовенства, так и глупость мирянина, чьё раскаяние во мнимых грехах ведёт не к спасению, а к гибели. Проникновение фольклорного образа усилилось с оформлением русской литературной сказки в XIX веке. Черты фольклорной Лисы Патрикеевны несёт в себе лиса Алиса, персонаж основанной на «Пиноккио» сказки Алексея Толстого «Золотой ключик, или Приключения Буратино», что в частности, выражается в женском гендере персонажа (у Карло Коллоди — лис-самец) и в схожем с традиционными именами в русском фольклоре имени Алиса (аналогично её спутник, кот, носит имя Базилио — «итальянизированный» вариант имени Василий, типичной русской клички котов-самцов и их же уважительного имени в русском фольклоре). Кроме того, сказки о животных с участием Лисы Патрикеевны перешли и в лубочную традицию.

## Идиоматика
Как и во многих языках мира, в русском образ лисы в устойчивых выражениях описывает хитрого, льстивого, пронырливого, изворотливого человека. В частности, имя данного персонажа напрямую применяется к хитрецам и лукавым людям: «как лиса Патрикеевна».
Весьма активно зооморфизм лисицы используется в современных политических СМИ по отношению к женщинам-политикам. Например: «Юлия Владимировна [Тимошенко] вербует и делает это профессионально. Так крутит, такая Лиса Патрикеевна — косой тебя обовьёт, и ты уже не помнишь, зачем вошёл» — Алексей Венедиктов.